# Moschus cupreus
Il mosco del Kashmir (Moschus cupreus Grubb, 1982) è una specie di mosco in pericolo di estinzione originaria di Afghanistan, India e Pakistan. In passato veniva considerato una sottospecie del mosco alpino, ma attualmente viene trattato come specie a parte.

## Distribuzione e habitat
Vive nella regione himalayana del Kashmir, nelle estreme propaggini settentrionali di India e Pakistan, e nell'Afghanistan settentrionale. Sebbene tra la fine degli anni '40 e gli anni '70 questo animale venisse avvistato con frequenza nella provincia del Nuristan, in Afghanistan orientale, oggi in questo Paese è divenuto estremamente raro.

## Biologia
Non sappiamo quasi nulla sull'ecologia e la biologia del mosco del Kashmir, ma, data la stretta parentela con M. chrysogaster, è probabile che le sue abitudini siano simili a quelle di quest'ultimo. Vive su aridi altopiani a quote elevate, in prati alpini, boscaglie e foreste di abeti. Si nutre soprattutto di erba, arbusti, foglie, muschi, licheni, radici e germogli. Ha abitudini generalmente solitarie e crepuscolari.